# Willem Hendrik van Saksen-Eisenach
Willem Hendrik van Saksen-Eisenach (Oranjewoud, 10 november 1691 - Eisenach, 26 juli 1741), hertog van Saksen, was een zoon van hertog Johan Willem van Saksen-Eisenach en Amalia van Nassau-Dietz. In 1729 volgde hij zijn vader op als vorst van Saksen-Eisenach.
Willem Hendrik was gehuwd met:
- Albertine Juliana van Nassau-Idstein (1698-1722), dochter van prins George August Samuel van Nassau-Idstein,
- Anna Sophie Charlotte van Brandenburg-Schwedt (1706–1751), dochter van markgraaf Albrecht Frederik van Brandenburg (1672-1731).

Beide huwelijken bleven kinderloos, waardoor de lijn Saksen-Eisenach uitstierf en het hertogdom terechtkwam bij de linie Saksen-Weimar, Ernst August I van Saksen-Weimar-Eisenach en het hertogdom Saksen-Weimar-Eisenach ontstond.